# Izraelska košarkaška reprezentacija
Izraelska košarkaška reprezentacija predstavlja Izrael na međunarodnim natjecanjima. Pod vodstvom je Izraelskog košarkakog saveza. Do sada su sakupili 23 nastupa na Europskim prvenstvima, a najbolji uspjeh im je osvajanje srebrne medalje na Europskom prvenstvu u Italiji 1979. godine. 25. je po plasmanu FIBA-e. 

## Plasmani na velikim natjecanjima
| Godina | Olimpijske igre | Svjetska prvenstva | Europska prvenstva |
| ...    | ...             | ...                | ...                |
| ------ | --------------- | ------------------ | ------------------ |
| 1991.  |                 |                    | bez nastupa        |
| 1992.  | bez nastupa     |                    |                    |
| 1993.  |                 |                    | 15.                |
| 1994.  |                 | bez nastupa        |                    |
| 1995.  |                 |                    | 9.                 |
| 1996.  | bez nastupa     |                    |                    |
| 1997.  |                 |                    | 9.                 |
| 1998.  |                 | bez nastupa        |                    |
| 1999.  |                 |                    | 9.                 |
| 2000.  | bez nastupa     |                    |                    |
| 2001.  |                 |                    | 10.                |
| 2002.  |                 | bez nastupa        |                    |
| 2003.  |                 |                    | 7.                 |
| 2004.  | bez nastupa     |                    |                    |
| 2005.  |                 |                    | 10.                |
| 2006.  |                 | bez nastupa        |                    |
| 2007.  |                 |                    | 11.                |
| 2008.  | bez nastupa     |                    |                    |
| 2009.  |                 |                    | 13.                |

## Pozicije u reprezentaciji
| Poz. | Petorka        | Klupa        | Klupa         | Rezerve |
| ---- | -------------- | ------------ | ------------- | ------- |
| C    | Yaniv Green    | Amit Tamir   |               |         |
| PF   | Lior Eliyahu   | Ido Kozikaro |               |         |
| SF   | Guy Pnini      | Moshe Mizrah |               |         |
| SG   | Yotam Halperin | Tal Burstein | Raviv Limonad |         |
| PG   | Gal Mekel      | Yuval Neimi  | Moran Rot     |         |

## Vanjske poveznice
- Službena stranica reprezentacije Izraela  Arhivirana inačica izvorne stranice od 26. kolovoza 2009. (Wayback Machine) na FIBA.com

| Međunarodna košarka | Međunarodna košarka |
| --- | ------------------- |
| |                     |
| FIBA \| Olimpijske igre \| Svjetsko prvenstvo \| FIBA-ina ljestvica Afrika: FIBA Afrika – Afričko prvenstvo Amerika: FIBA Amerika – Američko prvenstvo Azija: FIBA Azija - Azijsko prvenstvo Europa: FIBA Europa – Europsko prvenstvo Oceanija: FIBA Oceanija – Oceanijsko prvenstvo |                     |

| Međunarodna košarka | Međunarodna košarka |
| --- | ------------------- |
| |                     |
| FIBA \| Olimpijske igre \| Svjetsko prvenstvo \| FIBA-ina ljestvica Afrika: FIBA Afrika – Afričko prvenstvo Amerika: FIBA Amerika – Američko prvenstvo Azija: FIBA Azija - Azijsko prvenstvo Europa: FIBA Europa – Europsko prvenstvo Oceanija: FIBA Oceanija – Oceanijsko prvenstvo |                     |

| Europske košarkaške reprezentacije (FIBA Europa) | Europske košarkaške reprezentacije (FIBA Europa) |
| --- | ------------------------------------------------ |
| |                                                  |
| Albanija • Andora • Armenija • Austrija • Azerbejdžan • Belgija • Bjelorusija • BiH • Bugarska • Cipar • Crna Gora • Češka • Danska • Estonija • Finska • Francuska • Gibraltar • Grčka • Gruzija • Hrvatska • Irska • Island • Italija • Izrael • Kosovo • Latvija • Litva • Luksemburg • Mađarska • Makedonija • Malta • Moldova • Monako • Nizozemska • Norveška • Njemačka • Poljska • Portugal • Rumunjska • Rusija • San Marino • Srbija • Slovačka • Slovenija • Španjolska • Švedska • Švicarska • Turska • Ukrajina • Velika Britanija |                                                  |
| |                                                  |
| Bivše države Čehoslovačka • Jugoslavija • DR Njemačka • Srbija i Crna Gora • SSSR • ZND |                                                  |
| Bivše države |                                                  |
| |                                                  |
| Čehoslovačka • Jugoslavija • DR Njemačka • Srbija i Crna Gora • SSSR • ZND |                                                  |

| Bivše države                                                               |
|                                                                            |
| Čehoslovačka • Jugoslavija • DR Njemačka • Srbija i Crna Gora • SSSR • ZND |

| Europske košarkaške reprezentacije (FIBA Europa) | Europske košarkaške reprezentacije (FIBA Europa) |
| --- | ------------------------------------------------ |
| |                                                  |
| Albanija • Andora • Armenija • Austrija • Azerbejdžan • Belgija • Bjelorusija • BiH • Bugarska • Cipar • Crna Gora • Češka • Danska • Estonija • Finska • Francuska • Gibraltar • Grčka • Gruzija • Hrvatska • Irska • Island • Italija • Izrael • Kosovo • Latvija • Litva • Luksemburg • Mađarska • Makedonija • Malta • Moldova • Monako • Nizozemska • Norveška • Njemačka • Poljska • Portugal • Rumunjska • Rusija • San Marino • Srbija • Slovačka • Slovenija • Španjolska • Švedska • Švicarska • Turska • Ukrajina • Velika Britanija |                                                  |
| |                                                  |
| Bivše države Čehoslovačka • Jugoslavija • DR Njemačka • Srbija i Crna Gora • SSSR • ZND |                                                  |
| Bivše države |                                                  |
| |                                                  |
| Čehoslovačka • Jugoslavija • DR Njemačka • Srbija i Crna Gora • SSSR • ZND |                                                  |

| Bivše države                                                               |
|                                                                            |
| Čehoslovačka • Jugoslavija • DR Njemačka • Srbija i Crna Gora • SSSR • ZND |